# Michel Mollart
Michel Mollart, né en 1641 à Dieppe, où il est mort le 18 octobre 1713, est un sculpteur et médailleur français.

## Biographie
Appelé vers 1677 à Paris, avec son compatriote Jean Mauger (1648-1712), par Louvois, il grava l’histoire entière du roi Louis XIV. Cet ouvrage estimé des savants fut si agréable à ce prince qu’il permit à l’auteur de s’en réserver et approprier le double, ce qui n’avait jamais été accordé à personne.
Il est l'auteur de deux christ en bronze qui passaient pour des chefs-d’œuvre. L’un fut demandé par la ville de Dieppe pour en faire un présent, mais parce qu’au lieu de lui donner 2 000 livres comme il le demandait, celle-ci ne lui en offrait que 1 500, Mollart le brisa en présence de ceux qui lui apportaient cette offre en leur disant qu’ils n’étaient pas dignes d’avoir des ouvrages de sa façon.

### Sources
- Michel Claude Guibert, Michel Hardy, Mémoires pour servir à l'histoire de la ville de Dieppe, t. I, Rouen, Ch. Métairie, A. Leblanc, 1878, p. 375.